# Leleith Hodges
Leleith Hodges (* 22. Juni 1953 in Islington, Saint Mary Parish) ist eine ehemalige jamaikanische Sprinterin.
Sie hatte bereits an zwei Olympischen Spielen teilgenommen, als sie 1978 ein Sportstipendium an der Texas Woman’s University (TWU) erhielt. 1972 in München schied sie mit der jamaikanischen Mannschaft im Vorlauf der 4-mal-100-Meter-Staffel aus, 1976 in Montreal erreichte sie über 100 m das Viertelfinale und kam in der Staffel auf den sechsten Platz.
Bei den US-Meisterschaften 1978 errang sie den Titel und stellte im Vorlauf einen nationalen Rekord auf. Für diese Leistung wurde sie zur jamaikanischen Sportlerin des Jahres gewählt. Bei den Olympischen Spielen 1980 in Moskau kam sie über 100 m nicht über den Vorlauf hinaus, wurde aber in der Staffel erneut Sechste.
1983 gelangte sie bei den Leichtathletik-Weltmeisterschaften in Helsinki über 100 m ins Viertelfinale und errang mit der jamaikanischen Staffel Bronze.
Bei den Zentralamerika- und Karibikspielen gewann sie über 100 m 1974 Bronze und 1978 Silber, bei den Leichtathletik-Zentralamerika- und Karibikmeisterschaften 1975 Bronze, 1977 Silber und 1979 sowie 1981 Gold. 1978 wurde sie zu Jamaikas Sportlerin des Jahres gewählt.
1981 schloss Leleith Hodges ihr Sportstudium an der TWU ab. Sie lebt in Altadena mit ihrem Ehemann und drei Kindern.

## Persönliche Bestzeit
- 100 m: 11,14 s, 8. Juni 1978, Westwood